# Karl Schneider (Fußballspieler, 1942)
Karl Schneider (* 4. Mai 1942) ist ein ehemaliger deutscher Fußballspieler.

## Karriere
Der Stürmer spielte zunächst vier Jahre (1961 bis 1965) in der Oberliga später Regionalliga Süd für den FC Bayern München. Mit 15 Toren in 61 Spielen war er relativ erfolgreich und schaffte zur Saison 1965/66 den Aufstieg in die höchste Spielklasse.
Mit Stürmern wie Dieter Brenninger, Rudolf Nafziger, Rainer Ohlhauser und nicht zuletzt Gerd Müller war der FC Bayern München im Angriff mehr als gut besetzt – und so kam Schneider weder an ihnen vorbei noch zum Einsatz.
Ihm erging es fast wie Abwehrspieler Manfred Mokosch und den beiden Angreifern Günter Kaussen und Ramiro Blacut, die – ebenfalls ohne Spiel – den Verein 1966 verließen. Schneider hingegen hatte sein Spiel für die Bayern im Qualifikationsspiel zur Teilnahme am DFB-Pokal-Wettbewerb am 2. Januar 1966. Beim 2:0-Sieg über Borussia Dortmund spielte er neben Franz Beckenbauer als rechter Innenverteidiger.
Schneider gehörte 1966/67 dem Kader des TSV Schwaben Augsburg an, mit dem er am Saisonende den 9. Tabellenplatz belegte.